# ASV Vach
Der ASV Vach ist ein Fußballverein aus dem Stadtteil Vach der bayerischen Stadt Fürth. Dieser wurde am 1. Dezember 1945 gegründet. Seine Vereinsfarben sind Rot und Weiß. Er trägt seine Heimspiele auf dem Sportplatz Vach im Stadtteil Mannhof aus.
Der Verein spielte nach gewonnener Relegation gegen den TSV Buch in der Saison 2018/19 erstmals in der Fußball-Bayernliga, Trainer bei diesem Erfolg war Norbert Hofmann. Ein Jahr später stieg der ASV nach verlorener Relegation gegen den ASV Cham direkt wieder ab.
Aktuell (Saison 2025/26) spielt die erste Herren-Mannschaft in der Bezirksliga Mittelfranken Nord des Bayerischen Fussball-Verbands.